# تاليا للاتصالات
تاليا للاتصالات (بالإنجليزية: Taliya Communications) هي شركة اتصالات، تأسست في عام 2004، وهي أول مُشّغل مستقل وخاص لشبكة الهاتف المحمول المدفوعة مسبقًا في إيران.